# Boban Adamović
Boban Adamović је pesnik, pisac i književni laureat. Rođen је 1986. godine u Požarevcu. Dobtinik nagrade "Pegaz" 2012. na Međunarodnom sajmu knjiga u Beogradu. Dobitnik povelje za najbolju knjigu godine 2021.
Svoju prvu zbirku pesama pod nazivom „Pucanj iz penkala“ objavio je 2012. u izdavačkoj kući Književna omladina Srbije. Za pesmu "Kada bih mogao biti" dobio je priznanje za pesmu meseca januara 2013 od iste izdavačke kuće. Autor je i pesme "Vera jedna duše spas" koja je objavljena u zborniku poezije povodom proslave Milanskog edikta a pesma "On, Srbin" je objavljena u časopisu za kulturu, književnost i nauku „Majdan“. Nekoliko njegovih pesama uvrštene su u zbornik "Srpskim svetinjama na Kosovu i Metohiji". Zbirka Pucanj iz penkala takođe je bila i u konkursu za NIN-ovu nagradu za 2013. godinu. Na 58. Međunarodnom sajmu knjiga u Beogradu (2013) dobija status saradnika u svojoj izdavačkoj kući i priznanje za uspešno zalaganje u oblasti književnosti. Takođe je autor romana „Egzekutor“, čiji je recenzent bio Milan Marić. Roman je takođe bio uvršten u top 5 romana u ediciji „Raskršća“ 2013. Godine 2021. objavljuje roman godine: "Kockar ili Čovekpo istinitoj priči, zastupajući tezu da je patološko kockanje bolest a ne poremećaj. Naredne godine objavlje drugo dopunjeno izdanje istoimene knjige.

## Bibliografija
- Pucanj iz penkala (Zbirka poezije), Književna omladina Srbije, Beograd, 2012
- Egzekutor (roman) Književna omladina Srbije 2013
- Kockar ili Čovek (roman) Književna omladina Srbije 2021